# Pieter Jan Geurts
Pieter Jan Geurts (Blerick, 18 februari 1835 – Maastricht, 28 april 1858) was een Nederlandse man die wegens moord en verkrachting op een zesjarig meisje ter dood veroordeeld werd. Hij was een van de laatste personen die in Nederland in vredestijd werd geëxecuteerd.

## Levensloop
Geurts werd geboren in Blerick als jongste kind in een gezin van twee met een oudere zuster. Geurts was ten tijde van zijn misdaad ongehuwd en werkte als dienstknecht in Benrad, gemeente Hüls (Pruisen).

## Misdaad
Geurts mishandelde, verkrachtte en vermoordde het zesjarig dochtertje en enig kind van zijn baas. De vrouw van zijn baas werd na de moord krankzinnig.

## Rechtszaak
Op 17 december 1857 werd Geurts schuldig verklaard aan verkrachting en moord op het zesjarig meisje, en ter dood veroordeeld. Volgens ooggetuigen hoorde Geurts het vonnis onverschillig aan.
Op 24 februari verwierp de Hoge Raad de cassatie.

## Executie
De koning wees het verzoek om gratie af. Op 27 april 1858, 's avonds om zes uur werd hem dit bekendgemaakt en werd aangekondigd dat hij de volgende ochtend zou worden opgehangen. Toen Geurts dit hoorde begon hij hard te huilen. Gevraagd of hij weende omdat hij spoedig zou sterven, antwoordde hij: "Ik heb de dood verdiend, maar ik ween om mijne misdaad waarover ik diepst berouw gevoel". Hierna werd hem geestelijke bijstand verleend door dhr. Engelen, rooms-katholiek priester en kapelaan van de parochie Sint Servaas. Naar verluidt trok de geestelijke deze taak zich zo zwaar aan, dat hij kort hierna ernstig ziek werd en bijna overleed. Dhr. Engelen zou twee jaar later, vlak na de executie van Johannes Nathan, waarbij hij de biecht afnam, overlijden.
Geurts bracht zijn laatste avond grotendeels biddend door. Iets na middernacht ontving hij de laatste troostmiddelen van de Katholieke Kerk, waarna hij nog enige uren sliep.
Om 9 uur de volgende ochtend werd Geurts, luid wenend, overgebracht van de gevangenis naar het stadhuis van Maastricht. Onderweg naar het schavot omhelsde hij voor de laatste keer een kruisbeeld, waarna hij kalm en biddend het schavot beklom met de woorden: "Ik ben bereid om te sterven". De executie zelf verliep niet vlekkeloos: getuigen zagen Geurts nog minutenlang spartelen nadat het valluik opengeklapt was.